# Finn Johannesson
Finn Gustav Johannesson, född 30 november 1943 i Köpenhamn, Danmark, död 13 januari 2024 i Gustavsberg, var en svensk gymnast. Han tävlade för KFUM GA.
Johannesson tävlade för Sverige vid olympiska sommarspelen 1968 i Mexico City. Johannesson slutade på 71:a plats i den individuella mångkampen och hans bästa placering blev en 32:a plats i ringar. Han tävlade även i hopp (54:e plats), barr (74:e plats), fristående (77:e plats), bygelhäst (80:e plats) samt räck (94:e plats).